# ويليام بويفن
ويليام بويفن هو دراج كندي، ولد في 25 مايو 1989 في مونتريال في كندا.

## وصلات خارجية
- الموقع الرسمي
- ويليام بويفن على موقع الاتحاد الدولي للدراجات (الإنجليزية)
- ويليام بويفن على موقع أرشيف الدراجات (الإنجليزية)
- ويليام بويفن على موقع إحصائيات الدراجات الإحترافية (الإنجليزية)
- ويليام بويفن على موقع نسبة الدراجات (الإنجليزية)
- ويليام بويفن على موقع CycleBase (الإنجليزية)
- ويليام بويفن على موقع EliteProspects.com (الإنجليزية)
- ويليام بويفن على موقع أوليمبيديا (الإنجليزية)